# George Kooymans
George Kooymans, né le 11 mars 1948 à La Haye aux Pays-Bas et mort le 22 juillet 2025 à Rijkevorsel, est un guitariste, chanteur, compositeur et producteur néerlandais connu principalement comme cofondateur et guitariste du groupe de hard rock Golden Earring, « le groupe de rock le plus ancien et le plus couronné de succès que les Pays-Bas aient jamais produit », surnommé les « Hollandais Volants ».

## Carrière

### Carrière avec Golden Earring
En 1961, à l'âge de 13 ans, George forme un groupe instrumental de rock 'n' roll, les Tornados, avec son jeune voisin Rinus Gerritsen et d'autres amis du quartier de la Terletstraat à La Haye,, : « Un groupe d'adolescents à l'époque, comme il en pullulait à La Haye et qui écumait les clubs locaux et les fêtes scolaires ». Georges Kooymans et Marinus Gerritsen avaient alors respectivement treize et quinze ans.
Peu de temps après, un groupe britannique du nom de Tornados connaît un succès international avec Telstar et Kooymans et Gerritsen changent le nom du groupe en « The Golden Earrings » (avec S), d'après le titre d'une chanson du groupe britannique The Hunters.
Quelque temps plus tard, le groupe perce au niveau national avec les titres Please Go (issu de l'album Just Earrings) et That Day .
En 1967, ils sont rejoints par le chanteur britannique Barry Hay,,, un multi-instrumentiste et chanteur subtil qui « occupe la scène avec maestria ». Le fait que le chanteur parle couramment l'anglais donne au groupe un avantage supplémentaire par rapport aux nombreux autres groupes actifs aux Pays-Bas à cette époque.
À la fin des années 1960, le groupe change légèrement de nom pour devenir « Golden Earring » (sans S) et fait partie de l'élite de la scène rock néerlandaise.
En 1969, le producteur Freddy Haayen organise une tournée aux USA, la première tournée d'un groupe néerlandais dans ce pays : Golden Earring partage l'affiche avec Led Zeppelin, Sun Ra, John Lee Hooker et Joe Cocker. Plus tard cette année-là, le groupe traverse à nouveau l'océan, cette fois pour promouvoir l'album Eight Miles High, sorti en Amérique par Atlantic Records.
En 1970, c'est au tour de Cesar Zuiderwijk de rejoindre le groupe, un batteur dont les « soli de batterie valent à eux seuls le déplacement et constituent un moment phare dont chacun attend fébrilement la fin pour le voir, d'un bond magistral, planer au-dessus de ses fûts et atterrir sur le devant de la scène, cascade qui vaudra à Golden Earring l'appellation de « Hollandais Volants ». ». Avec son arrivée apparaît le line-up classique du groupe.
Ils expérimentent leur style pendant plusieurs années avant de se lancer dans le hard rock pur et simple, semblable à celui des Who qui les invitent à faire la première partie de leur tournée européenne en 1972,. Le chanteur des Who, Roger Daltrey, leur rendra hommage en disant « Ce groupe est trop bon pour jouer en première partie ».
Sorti en 1973, l'album Moontan contient le plus grand succès du groupe, le single Radar Love, numéro un aux Pays-Bas, Top Ten au Royaume-Uni et numéro 13 aux États-Unis.
Kooymans a co-écrit avec Hay une grande partie des morceaux de Golden Earring, y compris le succès international Radar Love, qui les a propulsés en Amérique en 1974 et qui reste un grand classique en radio.
Le 5 février 2021, le groupe Golden Earring annonce sa dissolution à la suite de la maladie de George Kooymans, atteint de sclérose latérale amyotrophique (SLA, ou maladie de Charcot),,.

Golden Earring à l'émission TopPop en 1974
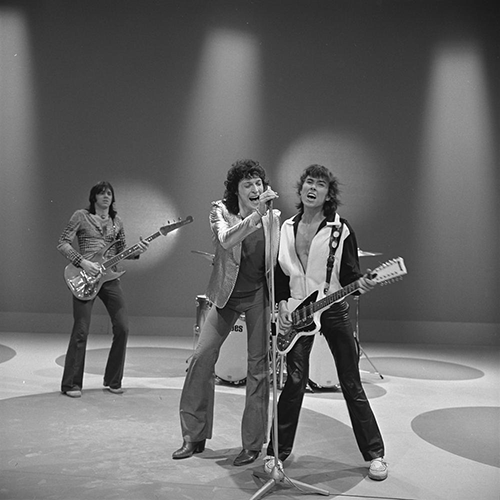
Rinus Gerritsen, Barry Hay et George Kooymans.
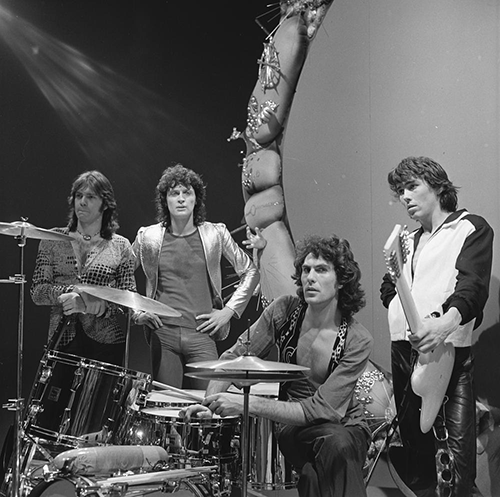
Rinus Gerritsen, Barry Hay, Cesar Zuiderwijk et George Kooymans.

### Carrière solo
Kooymans a sorti deux disques solo : Jojo en 1971 et Solo en 1987. Jojo a atteint la 18e place du classement néerlandais Album Top 100 et Solo' la 30e.

### Carrière de compositeur
Kooymans ne se contente pas d'écrire la musique et les textes de son propre groupe après que Gerritsen ait cessé d'écrire des chansons, il assiste aussi un certain nombre de jeunes groupes et artistes pour lesquels il compose des chansons. Earth and Fire est sa découverte la plus importante; il compose pour eux le hit Seasons, qui atteint la 3e place du hit-parade japonais et se vend à plus de 200.000 exemplaires.
En 1970, Kooymans compose Tell me you're never gonna leave me pour Patricia Paay et Fat Jack pour le groupe Hearts of Soul. En 1972, il compose le hit It's gonna be allright pour le groupe néerlandais Smyle.

### Carrière de producteur
À partir de la fin des années 1970, Kooymans produit avec un succès variable les disques d'artistes comme New Adventures, Herman Brood (Yada Yada, 1988), Sjako!, Nancy Boyd et Gé Reinders.
Au milieu des années 1990, il découvre avec Barry Hay la chanteuse Anouk, originaire comme lui de la Haye. Le duo joue et chante sur son premier album Together alone (1997), qui remporte un grand succès, et devient le premier album le plus vendu de l'année 1997. L'album est enregistré et produit par Kooymans et Hay, avec l'ingénieur du son attitré de Golden Earring, John Sonneveld, dans le studio d'enregistrement que Kooymans possède en Belgique.

## Composition remarquable
George Kooymans est le co-auteur, avec Barry Hay, de Radar Love, immense succès international, considéré comme une des meilleures « driving songs », « road songs » ou « car songs » de tous les temps (numéro un aux Pays-Bas et en Espagne, numéro 7 au Royaume-Uni et numéro 10/13 (US Cashbox / Billboard) aux États-Unis) et qui a propulsé Golden Earring aux États-Unis en 1974 et reste un grand classique sur les chaînes radio de classic rock,,,,.
Radar Love, qui est le « seul classique du rock international issu du sol néerlandais », a été utilisé par Bill Clinton pendant sa campagne lors des primaires présidentielles du Parti démocrate américain de 1992.
D'après le magazine Esquire, Radar Love est la deuxième chanson que le CEO d'Apple Steve Jobs a téléchargée depuis iTunes, en 2003.

## Distinctions
En 1969, Kooymans et Gerritsen emportent la première édition de la « Zilveren Harp » (Harpe d'Argent), un prix musical néerlandais attribué à de jeunes talents.
Le 13 octobre 2012, Kooymans reçoit au Arsenaaltheater de Flessingue le prix Eddy-Christiani. Ce prix récompense un guitariste qui a marqué la scène musicale internationale et a livré, comme Christiani, une contribution au développement de la musique pour guitare électrique.

## Vie privée
Kooymans habite à Rijkevorsel en Belgique. Il est marié depuis 1969 avec la sœur de Rinus Gerritsen, Melanie (qui a été impliquée dans plusieurs albums de Golden Earring), et a deux enfants nommés Kid et Cassy.

## Mort
Le 23 juillet 2025, dans un communiqué, sa famille annonce sa mort à 77 ans suite à une maladie neuro dégénérative (SLA),,.